# (35154) 1993 FF53
1993 FF53 (asteroide 35154) é um asteroide da cintura principal. Possui uma excentricidade de 0.10636910 e uma inclinação de 3.37506º.
Este asteroide foi descoberto no dia 17 de março de 1993 por UESAC em La Silla.